# Castel di Iudica

Ubicació de Castel di Iudica dins de la província

Castel di Iudica (sicilià Castel di Jùdica) és un municipi italià, dins de la ciutat metropolitana de Catània. L'any 2008 tenia 4.758 habitants. Limita amb els municipis d'Agira (EN), Catenanuova (EN), Centuripe (EN), Paternò i Ramacca.

## Administració
| Període | Identitat      | Partit        |
| ------- | -------------- | ------------- |
| 2008-   | Nicola Pirotti | Llista Cívica |